# Gonocarpus cordiger
Gonocarpus cordiger là một loài thực vật có hoa trong họ Haloragaceae. Loài này được (Fenzl) Endl. ex Nees miêu tả khoa học đầu tiên năm 1848.